# Rabona

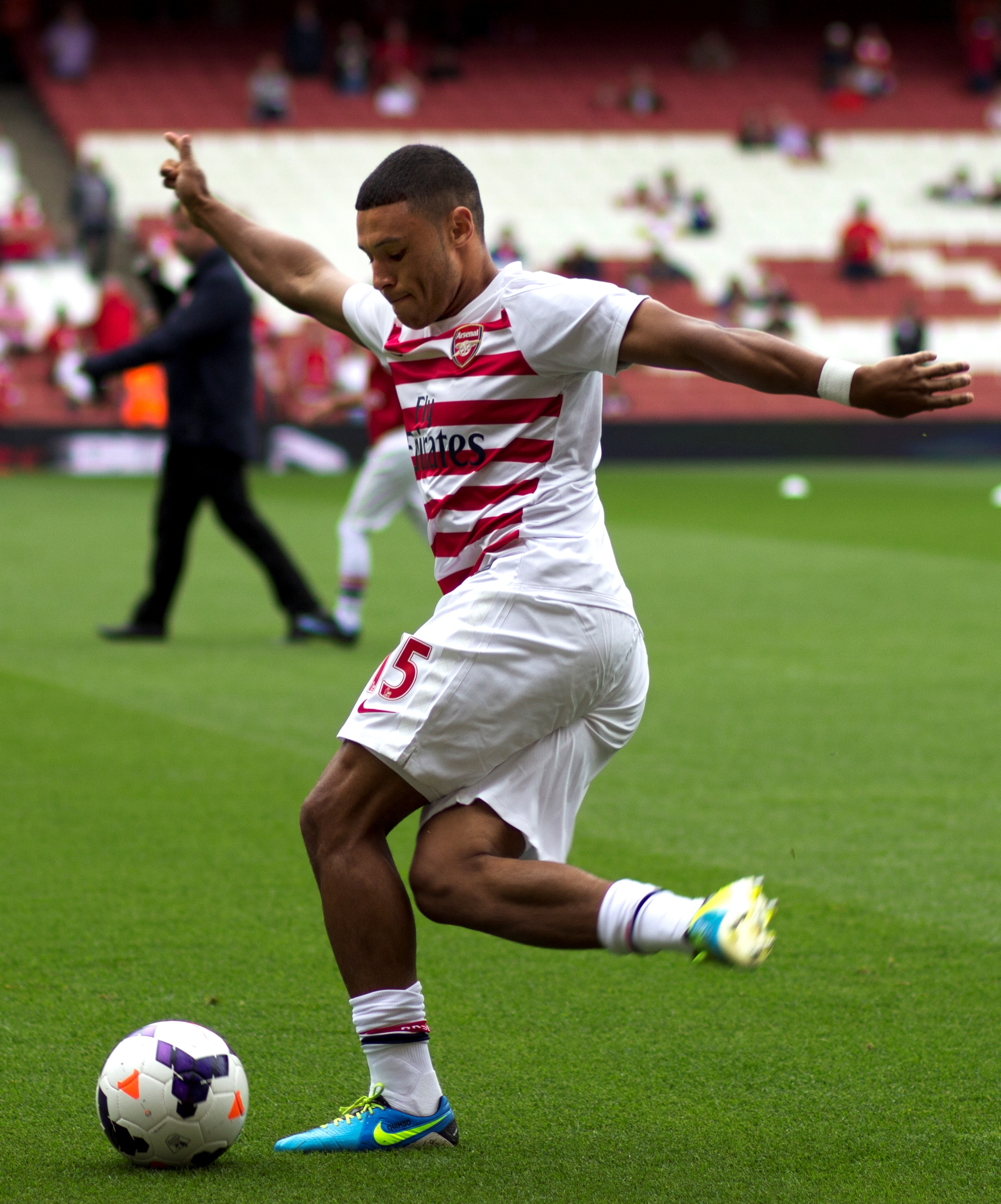
Alex Oxlade-Chamberlain provádějící rabonu při rozcvičování za tým Arsenal v roce 2013

Rabona je ve fotbale technika kopání do fotbalového míče, kde kopací noha je překřížena za zadní částí stojné nohy.
Je zde hned několik důvodů k používání této techniky. Například hráč, který používá ke kopům pravou nohu (pravák), se ocitne na levé straně hřiště a je nucen odcentrovat míč ovšem levou nohou to neumí, a tak je použije rabonu. Pro některé hráče je to příjemnější a snazší způsob kopnutí do míče. Další důvod je ukazování svých schopností a dovedností ve fotbale.